# ピョートル・シェロホーノフ

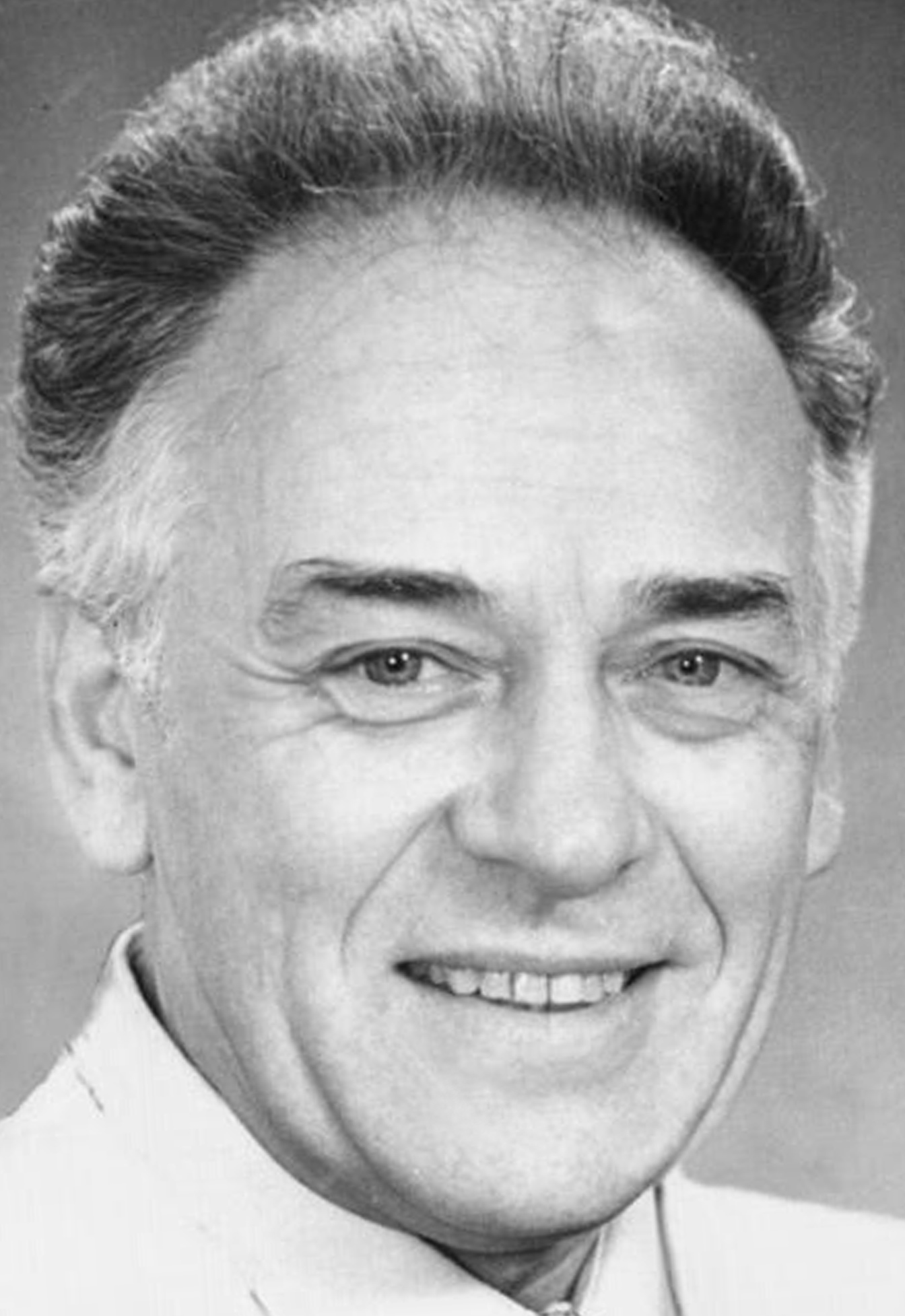
ピョートル・シェロホーノフ

ピョートル・イラリオーノヴィチ・シェロホーノフ（ポーランド語:Piotr Iłłarionowicz Szełochonow；ロシア語:Пётр Илларио́нович Шелохо́нов；白ロシア語: Пятро Ларывонавіч Шэлахонаў ピャトロ・ラリボーナヴィチ・シェラホーナウ；ウクライナ語: Петро Іларіонович Шелохонов ピェートロ・イラリオーノヴィチ・ シェロホーノフ；英語: Peter/Petr/Pyotr Shelokhonov、1929年8月15日、ポーランド第二共和国 - 1999年9月15日、サンクト・ペテルブルク）は、ロシアの俳優であり、功労芸術家（1979年）。

## 生涯

### 子供時代
ピョートル・イラリオーノヴィチ・シェロホーノフは1929年にポーランド第二共和国で生まれた。彼の先祖はウクライナ人、バルト三国、ポーランド人である。祖父のティート・シェロホーノヴィチは農夫で、父親のラリオン・ティトーヴィチは獣医で、馬を飼育していた。父親はピョートルに獣医学の知識を教えた。息子は父の後を継ぐことだろう。彼は子供のころから騎行を習得し、馬を治療する技能をも得た。長い間、顕微鏡で体の組織や器官を観察して、生命の神秘を研究することができた。しかし戦争がすべてを変えてしまった。

### 戦争
第二次世界大戦1941 - 1944 ベラルーシーはアアドルフ・ヒトラードルフ・ヒトラー軍に占領された。ピョートル・シェロホーノフの生涯で一番恐ろしかった夜は第一回目の爆撃があった夜である。その夜爆撃機が上空を飛び、爆撃を始めたのである。彼は奇跡的に助かり、家から飛び出した。そして彼の家が燃えている惨禍を目の当たりにした。爆撃の後家々は崩壊し、学校と農園はファシズム軍の戦車に踏み潰された。12歳のピョートルは家なき子となった。彼は死んだ近所の人々の中から自分の両親を捜したが、従姉妹は彼に皆死んでしまった、アインザッツグルッペン森へ避難しなくてはならないと言った。ピョートルは結局母親のアンナ・ミンスカがどのように亡くなったのか分からず、伝統的に彼女を埋葬することができなかった。ピョートルは警察に救助されるまでの間、干草の中で眠らざるを得なかった。しかし、火の中を逃げ回った。弾丸のせいで、ピョートル・シェロホーノフの顔には生涯いくつかの傷痕が残ってしまった。彼は森の中で警察に救助された。傷も次第に癒えた。しかし額の深い傷痕といくつかの他の傷痕は生涯彼に第二次世界大戦時、彼の青春時代に起きた悲惨な出来事を思い出させた。
ピョートル・シェロホーノフは1941年、1942年の厳しい秋、冬をなんとか生き延びた。食べるものと避難場所を求めて次から次へと場所を移った。彼は土壌に穴を掘り、その中で背を丸めた。警察のパトロールから身を隠し、何日間か飲み食いせずに生き延びた。1941年の秋、彼の周りにいた怪我をした牛を見つけたおかげで飢えから救われた。その牛には豊かな乳があったが、雄の子牛も飼い主もいなかった。獣医学の知識を駆使して彼は牛を飼いならし、その代償に牛の乳を飲んだ。すぐに怪我をしている牛は死んでしまい、彼は飢えから救われるために、食べられそうなものは全て食べて生き延びなくてはならなかった。ピョートルは川でドイツの地雷とザクロ石を使って魚を失神させた。この技が買われて、彼はパルチザンに雇われた。ベラルーシーのパルチザン部隊で彼は1941年から1943年の時を過ごした。

### 劇場
1942年、パルチザンの中でピョートル・シェロホーノフの俳優の天賦の才が開花した。彼はアドルフ・ヒトラーの寸劇や憎むべき占拠者のパロディーを生々しく、ありのままに演じた。心からの素朴な演技に取り組む作品の中で、というより最もなのは、厳しい戦争の時代に毎日の生きることとの戦いの中で、生まれながらの彼のしなやかな性格には次第に男らしい顔立ちとがっしりした体つきと根気強さが加わっていった。少年は男性になった。1944年15歳のピョートル・シェロホーノフには、すでに自分自身で設立した人形劇場があった。彼はいくつかの人形を作り、人形の特別なステージを作るため見つけた材料の断片をつなぎ合わせた。自分の小劇場のための幕と背景の装飾も作った。上演の際、彼はいくつかの作品をつなぎ合わせて、自分の人形劇を『赤い帽子、ペーチャと狼戦争へ行く』と名付けた。劇の中でピョートル・シェロホーノフは同時に4体の人形を操り、4通りの声で話すことに成功した。上演の前後に彼は壊れた戦利品のアコーディオンを奏でた。そのようにして食べていくために、彼はベラルーシーとウクライナを次から次へと渡り歩いた。これらの初試みは人間の顔、動作、声の表現の大いなる可能性を理解するための訓練を始めた俳優にとっては良い学校であった。直観的に様々な声の抑揚を自分の意のままに操り、観客の反応から俳優の変身の秘訣と可能性を学び、彼は俳優の技術の様々な要素を詳細まで身につけた。1944年につい解放されたばかりのチェルニゴーフで彼は自分の上演で、大きなパンとサロのかけらとコップ一杯のウォッカをもらった。その年、ピョートルは徒歩で、時には車でウクライナの多くの町や村に行き、彼の母国語であるロシア語とウクライナ語で劇を上演した。自分で耐え抜き、パルチザンとも楽ではない生活に耐え抜き、自分の工夫、才能、残酷な強い敵との戦争への誠意ある援助によって全力を尽くし、ピョートル・シェロホーノフは勝利まで生き延びた。

### レニングラード
1945年シェロホーノフはキエフの音楽大学付属の音楽学校のフォルテピアノのクラスに受け入れられた。しかし彼はレニングラードで俳優になることを夢見ていた。1946年に彼は勉強を続けるため、また舞台での仕事を見つけるためにレニングラードへ行った。例えば、好きなウテソフのジャズのようなジャズオーケストラでの仕事である。彼はジャズのリズムと全世界的に有名な歌手の歌声に魅せられた。とりわけ彼が親密になったのは、演奏が音楽傑作と謳われるなどのジャズ界のスターたち、グレン・ミレル、フレンク・シナトラ、ルイ・アルミストロング、エラ・フィッジェラルドである。ピョートル・シェロホーノフによると、生き生きとした楽しみを与えるジャズ音楽は第二次世界大戦の心的外傷の痛みと苦しみを和らげることができ、ジャズの曲がもつ肯定的な感じによって平和な生活へ転じさせることができるのだそうだ。ジャズ音楽は生きることの喜び、舞踊、愛を呼び起こし、活力の供給源であった。しかし、生活のために働かなくてはならなかった。彼は手工業学校へ入ったが、すぐに規則違反のユーモアと政治的なアネクドートを言い、上司に厳しく罰せられた。シェロホーノフは運が良かった。というのも、与えられた罰というのが、ほんの数カ月の間懲罰隊へ送られ、レニングラードでキーロフのスタジアムの建設に携わった。その後シェロホーノフは舞台での仕事を見つけて、運が良かった。

### バルト海沿岸地方
しかし自由な生活と勉強は兵役への招集によって絶やされた。1949年から1954年までシェロホーノフはバルチック艦隊に勤務した。彼はすぐに規則違反のユーモアと政治的なアネクドートにより上司に厳しく罰せられた。10日間守衛本部に拘置された。その後5年間の兵役を続けた。始めはバルト海とクライペダで煙幕汽船に水兵として勤め、その後上級訓練部隊としてリエパヤで勤めた。1949年から1954年までリエパヤにあるバルチック艦隊劇場の俳優であった。並びにバルト海とレニングラードでも演劇に携わった。1952年に劇場での活躍で、ラトビア最高議会の証書が賞与されたが、すぐに政治的なアネクドートを言い、厳しく罰せられた。

### シベリア
1950年代シェロホーノフは遠いシベリアに住んでいた。1960年に演劇学校を卒業した。彼の仕事のうちの一つはハムレットの役だった。素晴らしい、動かない写真からでさえも彼の演ずるハムレットがどのようか思い描くことができる。シェロホーノフのハムレットの写真の中に崇高さ、乱暴さ、若さ、思考力を見ることができる。1959年にこの写真を撮ったカメラマンはこの道の師匠だった。彼は必要な瞬間と平面の非平行による特殊撮影を選んだ。シェロホーノフのハムレットは古典的な独白、『あるのかないのか』と言った。その台詞には存在の意味についてと過去と未来の間の関係についての王子の見解が表されている。この張りつめた見解は俳優の目に映し出され、物思いにふけった顔に反映されている。『いる。我々はハムレットを見たのだ、激烈な啓蒙時代の有名な息子を』という台詞を聞いた次の瞬間、当時の残酷な現実に苦しむことを強いられる人間の悲劇を理解する。確かにシェロホーノフのハムレットはソビエト時代の過酷な年に同じような精神的悲劇を経験した50年代、60年代の若者たちにとって親近感があり、理解されるものだった。イルクーツクドラマ劇場一座においてピョートル・シェロホーノフはまもなく主要な俳優のうちの一人となり、すべての現代的な人物を演じた。

### チェーホフ劇場
1960年代にピョートル・シェロホーノフはタガンローグのチェーホフ劇場でたくさんの現代的な作家の戯曲の劇場上演を成し遂げた。その数々の戯曲では彼は役者としてだけでなく、また監督として関わっていた。その劇場で彼はA.チェーホフの古典的な戯曲、『ワーニャおじさん』、『桜の園』、『かもめ』、『三人姉妹』において主役を演じた。また、現代作家の戯曲、例えば、ミハイル・シャトロフの『名前による革命』、『7月6日』、E.ラジンスキーの『恋愛についての104ページ』などでも主役を演じた。『劇場』という雑誌（1965年発行第8号）に掲載された最も大きな成功はA.P.チェーホフの同名の戯曲のイワノフという役を演じたことである。
1960年代にシェロホーノフは監督として『オベリスク』、『ホウセンカ』、『道から希望を得た娘たち』、そしてA.チェーホフの戯曲を上演した。チェーホフの戯曲では主役を演じた。1967年にピョートル・シェロホーノフは50年の革命に焦点を当てた『レーニンの読み物』という自分の演劇の中でレーニンの役を演じた。このシェロホーノフの上演は公に受け入れられているレーニン像からかけ離れているためソ連共産党の市委員会でひどく酷評された。

### モスクワ
1967年映画スタジオは『太陽への歩み』というテレビ映画の主役にピョートル・シェロホーノフを招いた。その映画は中央ソビエトテレビジョンによって放映されるものだった。このころから俳優はテレビの映画にも出るようになった。2話からなる映画『情熱の抑制』において、カレーリンのロケット建設者の役は宿営地での撮影となった。カレーリン役のモデルになったのは実際の人、コローレフの助手で、彼は当時国家秘密にされていたロケットの建設者のうちの一人であった。撮影前に映画監督のセルゲイ・ゲラシーモフは主役にピョートル・シェロホーノフを推薦したが、しかし中央委員会の管理者の決断で主役はキリル・ラブロフに与えられた。そしてセルゲイ・コローレフという名前が密かにバシュキルツェフという名前に変えられた。ラブロフとピョートル・シェロホーノフは映画のいくつかの場面で共演し、さらにあと10の映画で共演した後も、生涯にわたり友人でいた。『情熱の抑制』という映画において初めてソ連のロケット宇宙産業の秘密の幕が少し開かれた。撮影は1970年から1971年にかけてバイコヌール宇宙基地バイコヌール宇宙基地、宇宙飛行士の星の町、またクレムリンで行われた。当時ロケット技術の設計者たちの名前は映画の登場人物の架空の名前に変えて秘密にされた。厳しい選抜の後、当時のソ連政府との合意の後承認された俳優たちが彼らの役を演じた。ピョートル・シェロホーノフはイーゴリ・ゴルバチョフ、エフゲニー・マトヴェーエフ、ジノーヴィー・ゲルト、イーゴリ・ウラジーミロフ、アンドレイ・ポポフ、ヴェーラ・クズネーツォワ、フセボロド・サフォノフやその他のソビエト映画のスターである俳優たちの仲間入りをした。この共同制作の後、監督兼俳優のイーゴリ・ウラジーミロフはレニングラードのレンソフ劇場一座へピョートル・シェロホーノフを招いた。

### レニングラード

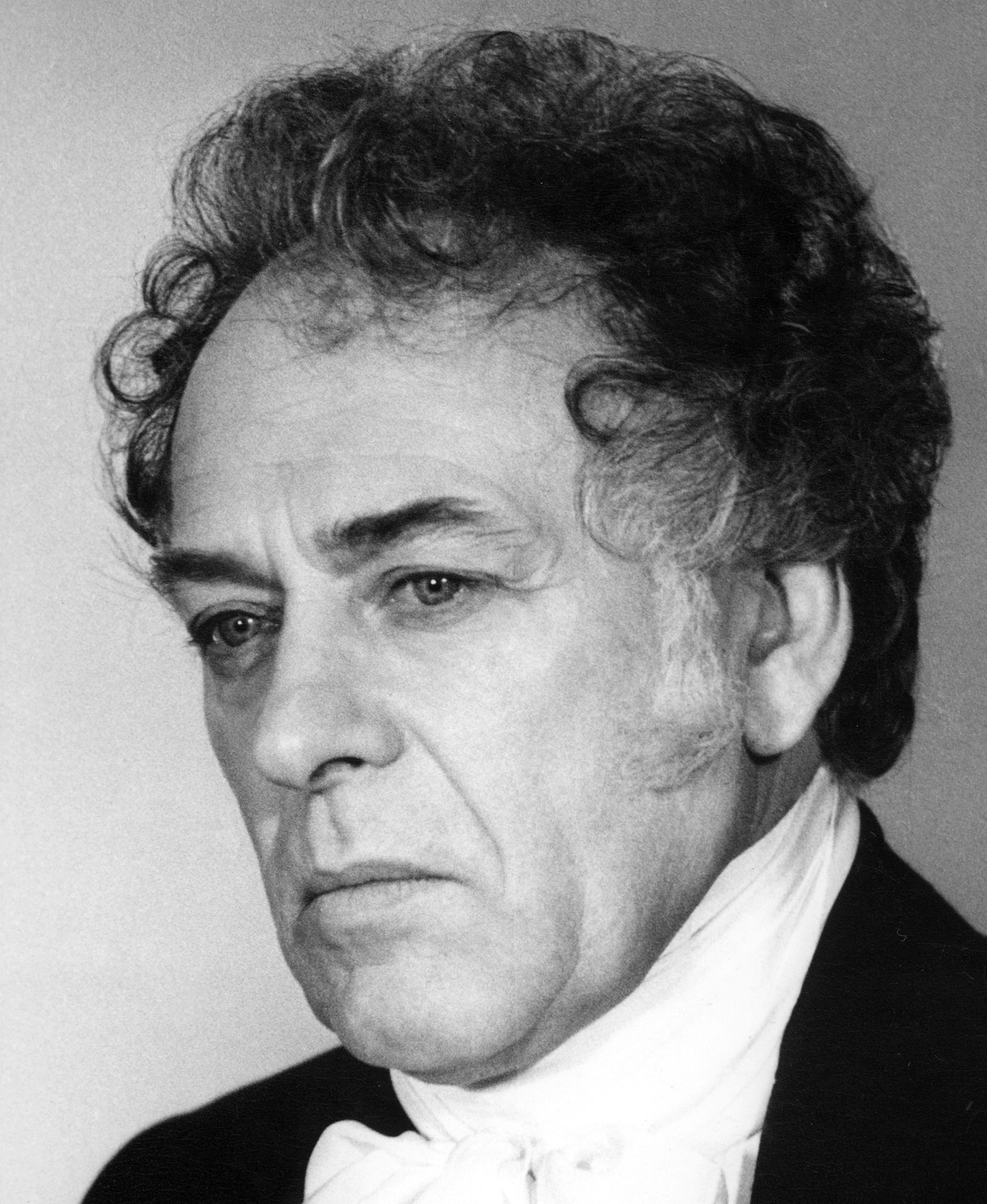
ピョートル・シェロホーノフ（『フランツ・リスト』 （ドラマ)、ヴィエルゴールスキ公爵、1982年）

1968年代と1999年代ピョートル・シェロホーノフはレニングラードに住み、レーニンコムソモール劇場、コミサルジェフスカヤ劇場、そしてレンソビエト劇場で働いていた。ピョートル・シェロホーノフの劇場作品の中でV.ロゾフの戯曲に基づく『おおいちょうの巣』という劇、S.アリョーシンの戯曲に基づく『変奏曲とテーマ』という劇で主役を務め、A.トルストイの皇帝についての3部作においてニキータ・ユーリエフ＝ザハーリンの役を演じた。彼はよくレンフィルムという映画スタジオで働いていた。そこでは40以上の彼の出演映画がつくられた。この時代に様々な役をこなす映画俳優としてのピョートル・シェロホーノフの創造の可能性が明るみに出た。レパートリーとしては、例えばスパイのソートニコフ役（『終焉』1968年）、シベリアコサックのセベリアン・ウリビン役（『ダウリヤ』1970年）、作曲家のミハイル・グリンカ役（『フェレンツ・リスト』1970年）、兵隊部員役（『こんなにも長い長い道』1972年）、ペレサドの社長（『返信手段』1974年 オデッサ映画スタジオ）、愛人役（テレビドラマ『初恋の人』『異常な夏』1977～1979年）、鍛冶屋のアキミッチ役（テレビドラマ『パンは名詞だ』1988）等の映画作品ならびにテレビ作品。このころピョートル・シェロホーノフはパーヴェル・ルスペカエフ、ニコライ・グリツェンコ、ナターリア・ファテエワ、キリル・ラブロフ、ヴィターリー・ソロミンなどの映画スターたちと映画に出演した。

### ペテルブルク
1989年から1990年に全世界的に有名な監督であり、俳優であり、作家であるピーター・ユスティノフはペテルブルクのレンソビエト劇場で『写真判定』という自分の戯曲を上演した。その戯曲においてピョートル・シェロホーノフが主役のセマ役を受けた。この作品の思い出に、ピーテル・ウスティノフはピョートル・シェロホーノフに『親愛なるピョートルへ ピョートル・ウスティノフより』と書きこんで写真を贈った。
戦争についてのピョートル・シェロホーノフの個人的な意識、彼の痛み、記憶は『イザベラ』という彼の演劇の中に表されている。『イザベラ』はファシズムのアウシュビッツ収容所の囚人の救助について描いている。シェロホーノフの解釈において、舞台では
生き延びた者も犠牲となった者も収容所のすべての囚人の救助を描いているが、これは彼らの英雄的な行いについての我々の記憶のおかげで可能になっている。このような戯曲を読むことは著者自身にとっても予期しないことであった。劇初上演にニューヨークからやってきた著者のイルビン・レイトネルとイザベラは英雄的行為と不死のメタファーに、シェロホーノフがいかに珍しい舞台撮影術を見つけたかを見出した。強制収容所 (ナチス)収容所での受難と窯の火の中での死の後、劇の最後の場面で焼けた囚人たちが蘇生して火、煙をくぐり熱い窯から出てきて、モーツァルトのレクイエムが鳴り響く中、生存者たちと合流し、ゆっくりと厳かにホールへ向かっていく。
1996年、1997年にハリウッドの映画スタジオ、ワーナー・ブラザースはメル・ギブソンが所属する映画会社イコンと共同で、レフ・トルストイの恋愛小説『アンナ・カレーニナ』を撮影した。撮影班は19世紀の歴史的な衣装を着て、撮影にふさわしいサンクトペテルブルクの数々の宮殿、美術館、公園で、またその時代の建物の内部装飾の中で撮った。メル・ギブソンやソフィー・マルソーと『ブレイブハート』などで映画製作を手掛けてきたキャスト監督のマリオン・ドゲルティはピョートル・シェロホーノフの作品を見て、彼を映画監督に紹介した。するとすぐにベルナルド・ローズは彼をカレーニン家の執事のカピトーニッチ役に決定した。そのようにしてシェロホーノフはソフィー・マルソー、ショーン・ビーン、ミア・カーシュナー、ジェームズ・フォックス、ダニー・ヒューストンなどが挙げられる現代映画スターの仲間入りをした。

## 好評と 賞品
- ロシア・ソビエト連邦社会主義共和国の功労芸術家（1979年）

## 作品

### 映画俳優
- 1967年 - 太陽への歩み (Шаги в солнце) - 無名戦士
- 1968年 - 三年（Три года） - ラープテフ
- 1969年 - ロング・キャスリング（Рокировка в длинную сторону） - 学者
- 1969年 - 大詰め（Развязка ） - ソートニコブ
- 1970年 - モスクワから遠い（Далеко от Москвы） - バトマーノフ
- 1970年 - ここの夜明けは静かです(TV)(А зори здесь тихие (ТВ) ) - ワスコーフ
- 1970年 - フランツ・リスト (Ференц Лист) - ミハイル・グリンカ
- 1970年 - リュボーフィ・ヤローバヤ（Любовь Яровая ） - マズーヒン
- 1971年 - ナイト・オン・パラレル14号（Ночь на 14-й параллели） - 編集者
- 1971年 - ダウリヤ (Даурия) - セヴェリャン・ウリィビン
- 1971年 - 寒くて、厚くて (Холодно – горячо)
- 1971年 - 冗談ですか (Шутите? )
- 1972年 - こんなにも長い、長い道 (Такая длинная, длинная дорога)
- 1972年 - 火の抑制（Укрощение огня） - カレーリン
- 1973年 - 師範（Гроссмейстер） - 継父
- 1973年 - 個人識別（Опознание） - 大佐
- 1974年 - 対策（Ответная мера） - セルゲー・イバノビーチ・ペレサーダ
- 1975年 - 戦いで得る（Обретешь в бою） - セルゲーフ
- 1976年 - 信頼（Доверие） - ペトローブスキ
- 1976年 - 話者のビターリイ・ビヤンキー（Виталий Бианки — Рассказчик） - 司会者
- 1976年 - 私は関係ない（Меня это не касается） - パンクラートフ
- 1977年 - ファスト・ジョイ（Первые радости） - ドロゴミーロフ
- 1977年 - アシ（ドラマ・TV）（Камыши (сериал, ТВ) —捜査官
- 1979年 - 他町への旅（Путешествие в другой город） - ディレクター
- 1978年 - 曇りの三日間 (Три ненастных дня) - 捜査官
- 1978年 - 全部決めるのは瞬間だ (Все решает мгновение) - マトフェーエフ
- 1979年 - 異常な夏（Необыкновенное лето） - ドロゴミーロフ
- 1980年 - 遅いデート (Поздние свидания) - 父親
- 1980年 - 四人友達の生活と冒険1/2（Жизнь и приключения четырех друзей 1/2） - お主
- 1981年 - 四人友達の生活と冒険3/4（Жизнь и приключения четырех друзей 1/2） - お主
- 1981年 - 少女とグランド（Девушка и Гранд） - スポーツ連盟長
- 1981年 - 12月20日 (20-е декабря) - ザルードネイ
- 1981年 - シンジケート-2 (Синдикат-2) - フォミチョーフ
- 1982年 - 死刑にされない（Казнить не представляется возможным） - 元老
- 1982年 - 税関 (Таможня) - 税関長
- 1982年 - フランツ・リスト (ドラマ) (Ференц Лист (сериал) ) - ヴィエルゴールスキ公爵
- 1982年 - 声 (Голос) - 映画監督
- 1983年 - 幹線道路 (Магистраль) - ガダーロフ
- 1983年 - 現場(Место действия) - リャーボフ
- 1984年 - ダウエル教授の遺言 (Завещание профессора Доуэля)
- 1984年 - 一つのコリジョンは二つのバージョンがある（ве версии одного столкновения） - パーヴロフ
- 1985年 - ソフィア・コワレフスカヤ(Софья Ковалевская) - シェチョーノフ学者
- 1985年 - 恋敵(Соперницы) - セミョーニュチ
- 1985年 - 世紀の契約(Контракт века) - 大臣
- 1986年 - 最後の道(Последняя дорога) - ステファーノビチ
- 1986年 - 赤い矢(Красная стрела) - ユーソフ
- 1987年 - 生活環境(Среда обитания) - 捜査官
- 1987年 - ムーンズンド(Моонзунд) - アンドレーエフ
- 1987年 - ラッキーな人(Везучий человек) - 挿話
- 1988年 - パンは名詞だ(Хлеб - имя существительное) - アキーモフ
- 1991年 - イオーシフの息子であり、僕の親友のヴァシーリイ元帥（Мой лучший друг, генерал Василий, сын Иосифа） - サービニフ大佐
- 1992年 - リチャード2世(Ричард II) - ロード・マーシャル
- 1997年 - パサジールカ（乗客の女性）(Пассажирка) - 乗客
- 1997年 - アンナ・カレーニナ (Anna Karenina) - カピィトーネチ[http://www.petr-shelokhonov-en.narod.ru/HTML/Annakarenina/fotoannakarenina2.html]

### 声優
- 1982年 - ニコロ・パガニーニ - ドナタス・バニオニスの声を演じた。

### 演芸者
- 骨董品（1993年）(Антиквариат)
- 裸足で公園を（1993年）(Босиком по парку)
- ゴンザゴの暗殺事件（1992年）(Убийство Гонзаго )
- 写真判定（1989年）(Фотофиниш)
- 約束の地（1987年）(Земля обетованная)
- シェード下の丸テーベル（1986年）(Круглый стол под абажуром)
- 公海上のピアノ（1985年）(Рояль в открытом море)
- 善を急げ（1984年）(Спешите делать добро)
- 去年の夏にチュリームスクで（1983年）(Прошлым летом в Чулимске)
- 外交官（1981年）(Дипломат)
- オオライチョウの巣（1979年）(Гнездо глухаря)
- レインメーカー（1978年）(Продавец дождя)
- 最も誠実な（1977年）(Самый правдивый)
- ボリス・ゴドゥノフ（1976年）(Борис Годунов)
- フョードル1世（1975年）(Царь Федор Иоаннович)
- イヴァン雷帝の死亡（1974年）(Смерть Иоанна Грозного)
- 合格点（1973年）(Проходной балл)
- もし空が鏡だったら（1973年）(Если бы небо было зеркалом)
- かもめ（1972年）(Чайка)
- 真っ赤な花（1971年）(Аленький цветочек)
- ここの夜明けは静かです（1970年）(А зори здесь тихие)
- シラノ・ド・ベルジュラック（1969年）(Сирано де Бержерак)
- 月食の夜に（1966年、1970年）(В ночь лунного затмения)
- プラトーノフ（1967年）(Платонов)
- ワーニャ伯父さん（1966年）(Дядя Ваня)
- イワノフ（1965年）(Иванов)
- 三人姉妹（1965年）(Три сестры)
- 桜の園（1964年）(Вишневый сад)
- 恋愛についての104ページ（1964年）(104 страницы про любовь)
- 装甲列車14-69（1963年）(Бронепоезд 14—69)
- 友達と年代（1963年）(Друзья и годы)
- 海洋（1961、1963年）(Океан)
- ゴールデンボーイ（1960年）(Золотой мальчик)
- ハムレット（1959年）(Гамлет)
- イルクーツクストーリ（1959年）(Иркутская история)
- 女学生（1958年）(Студентка)
- パンの詩（1957年）(Поэма o Хлебе)

### 演出家
- イサベル（1993年）(Изабелла)
- プラトーノフ（1967年）(Платонов)
- イワノフ（1965年）(Иванов)
- オベリスク（1965年）(Обелиск)
- シャドーボクシング（1965年）(Бой с тенью)
- 恋愛についての104ページ（1964年）(104 страницы про любовь)
- 友達と年代（1963年）(Друзья и годы)

### ラジオドラマ
- 1993年 - ミハイル・レールモントフ、『仮面舞踏会』

### 伝記研究
- 2009年 - クラスコ・イヴァン、『僕の友達のピョートル・シェロホーノフ』 SOLO Publishing書房、サンクト・ペテルブルク、2009年。 ISBN 978-5-904666-09-5
- 2004年 - イバネーイブ・ドミトーリ、『ロシアの功労芸術家のピョートル・シェロホーノフ』、サンクト・ペテルブルク、2004年。

### 雑誌記事
- 1989年 - 『写真判定』に演出したシェロホーノフ、モスクワ
- 1968年 - ナターリア・オブラゾツォーヴァ の「太陽への歩み」記事（シェロホーノフの作品について）、モスクワ
- 1965年 - リュドミーラ・ニモウィーツカヤ - 「イワノフの演劇で」、モスクワ
- 1963年 - イリーナ・グローモワ - 「テェーホフ劇場」という記事、モスクワ